# Лондонська біржа металів
Лондонська біржа металів (англ. London Metal Exchange, LME) — найбільша у світі товарна біржа яка спеціалізується в торгівлі ф’ючерсами на промислові метали. Об'єм торгів у 2012 році становив більше 14 трильонів доларів США. Біржа заснована ще у 1877 році, розташована в Лондонському Сіті. З 2012 року належить компанії Hong Kong Exchanges and Clearing.

## Опис
Лондонська біржа металів відома своєю консервативністю. Вона є останньою в Європі біржею, де використовуються не електронні технології, а прямі відкриті торги, в яких трейдери беруть участь особисто. Торги відбуваються в залі, в центрі якого стоїть коло з червоних крісел, яке прийнято називати "рингом". Під час торгів трейдерам заборонено вставати з крісел. Для купівлі чи продажу металів вони можуть використовувати лише сигнали рукою. Вони також зобов’язані носити діловий костюм, краватку й чорні черевики. Трейдерам також заборонено розстібати верхній ґудзик сорочки і використовувати мобільні пристрої та жувальну гумку. За порушення цих правил перердбаченні штрафи.
На LME припадає 80% від торгівлі ф’ючерсами на промислові метали. Зараз майданчиком володіє Hong Kong Exchanges and Clearing, що купила її в 2012 році. Тоді постало питання про збереження “кільця”. Директор LME Геррі Джонс заявив, що біржа не збирається відмовлятися від системи особистих торгів на користь сучасних технологій.

## Галерея

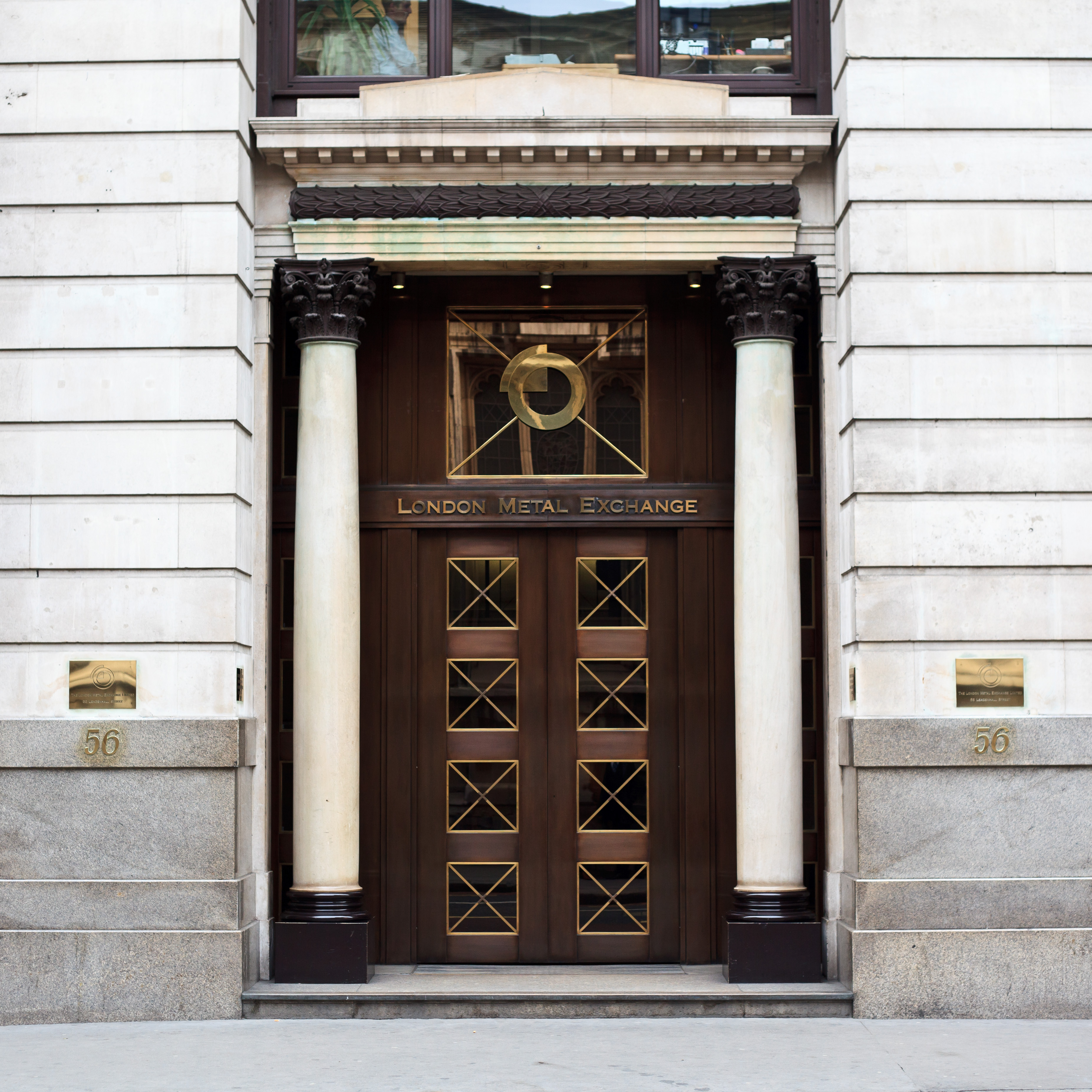
Головний вхід в будівлю біржі (2009)
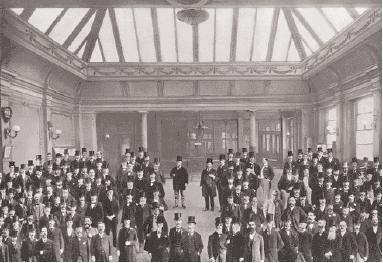
Торги в біржі у 1897 році